# گورستان ب کیقال
گورستان ب کیقال مربوط به هزاره اول قبل از میلاد - دوره اشکانیان است و در شهرستان ورزقان، بخش مرکزی دهستان بکرآباد ، ۴۰۰ متری جنوب روستای کبقال واقع شده و این اثر در تاریخ ۱۲ شهریور ۱۳۸۶ با شمارهٔ ثبت ۱۹۳۵۶ به‌عنوان یکی از آثار ملی ایران به ثبت رسیده است.